# Jabbi dabbi
Jabbi dabbi är den svenska rockgruppen Dimmornas bros tredje och sista studioalbum, utgivet 1981. Skivan var bandets första för RCA Records (skivnummer PL 40230).

## Låtlista
A
1. "En schysst hypnos" – 3:54
2. "Krigets sång" – 4:00
3. "Ratata" – 3:10
4. "Vara nåns älskling" – 1:51
5. "Moderna tider" – 5:39

B
1. "Andra sidan ån" – 3:51
2. "Varma dar" – 3:59
3. "Ge mig en ängel" – 3:15
4. "Tuppen ja" – 3:14
5. "Moln" – 4:40

## Medverkande
- Peter Adriansson – trummor, slagverk
- Peter Blomqvist – gitarr, slide
- Staffan Hellstrand – piano, orgel, synth, sång
- Mats Jonstam – gitarr, sång
- Kjell Thunberg – bas

### Fotnoter
1. ↑  ”Jabbi dabbi”. Discogs.com. http://www.discogs.com/Dimmornas-Bro-Jabbi-Dabbi/release/3643762. Läst 10 september 2012.